# Méthode d'alto (Martinn)
Il Méthode d'alto è un trattato didattico per viola scritto da Jacob Joseph Balthasaar Martinn. È stato pubblicato in due parti prima del 1816, presumibilmente intorno al 1810.
Martinn affronta problemi di arcate e diteggiature, comprensibili dalle indicazioni e dal materiale proposto. La prima parte è formata da scale e studi in tutte le tonalità, dodici lezioni sotto forma di duetti e tre facili sonate, mentre la seconda parte contiene 24 studi avanzati. I duetti della prima parte sono tutti in tonalità di do maggiore, ma dalla difficoltà tecnica progressivamente crescente (gli ultimi tre arrivano in terza posizione). Anche le sonate (do maggiore, re maggiore e sol maggiore) sono scritte per due viole e il livello tecnico è ulteriormente crescente rispetto ai duetti che le precedono. Gli studi della seconda parte sono anch'essi di difficoltà progressiva, comparabile con il primo libro dell'op. 36 di Mazas. Gli ultimi due studi impiegano la chiave di soprano e trattano la quinta posizione, mentre gli studi più significativi e adatti ad una esecuzione solistica sono il n. 10 (Andante in mi bemolle maggiore) e il n. 22 (Adagio in mi maggiore). Quest'ultimo è caratterizzato da difficili passi a doppie corde, lunghe arcate sostenute e da un passo in terza posizione sulla quarta corda.
Il metodo è stato ristampato all'inizio del Novecento su iniziativa di Théophile Laforge, primo professore a coprire la cattedra di viola presso il Conservatorio di Parigi, e la seconda parte è impiegata tuttora come propedeutica agli studi di Bruni e ai capricci di Campagnoli.